# Shizuka Kamei

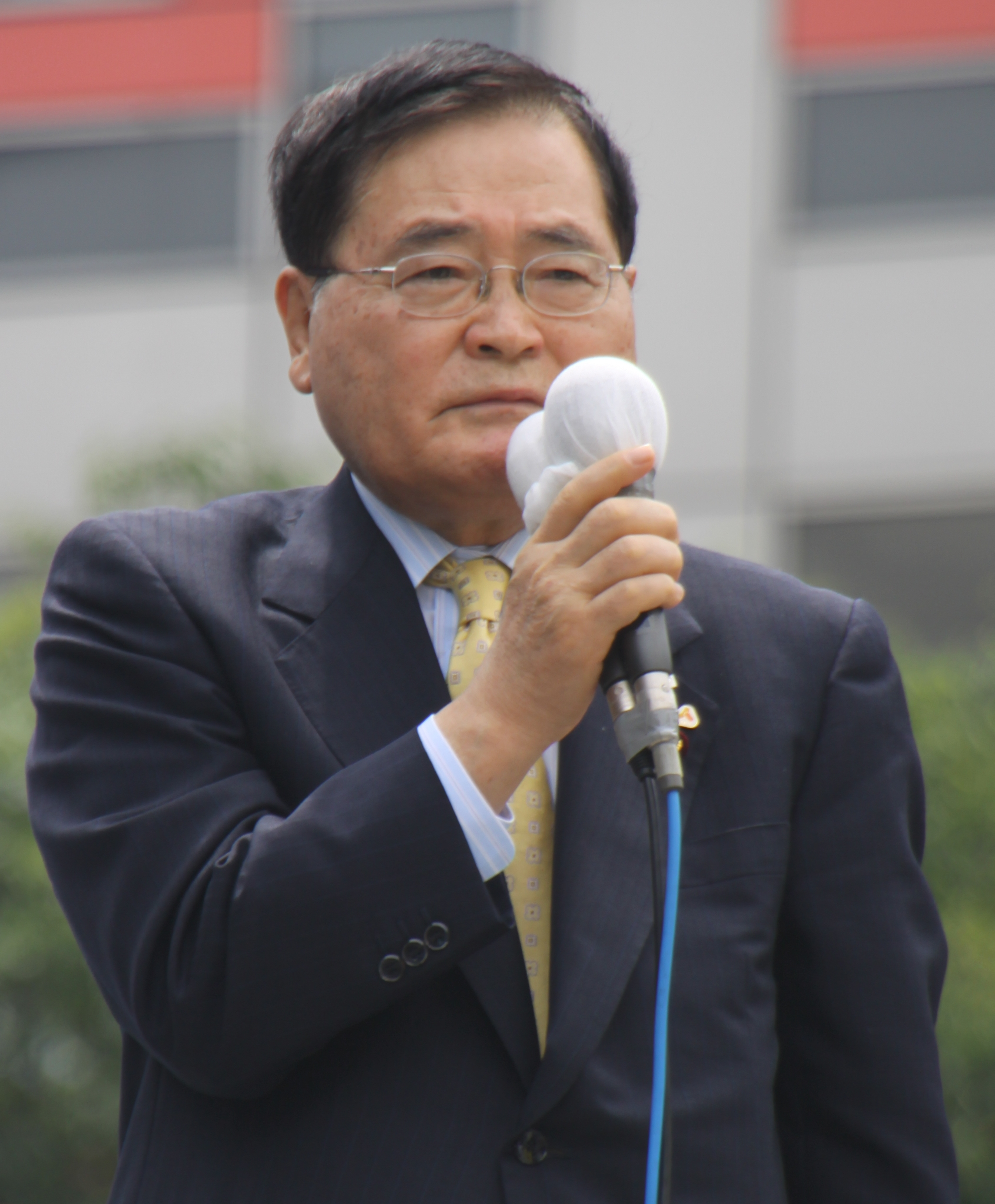
Shizuka Kamei (2010)

Shizuka Kamei (jap. 亀井 静香, Kamei Shizuka; * 1. November 1936 in Yamanouchikita, Präfektur Hiroshima (heute: Shōbara)) ist ein ehemaliger japanischer Politiker und war zuletzt fraktionsloser Abgeordneter im Shūgiin, dem Unterhaus des nationalen Parlaments, für den 6. Wahlkreis Hiroshima. Bis 2005 gehörte er als Faktionsführer zu den führenden Politikern der Liberaldemokratischen Partei (LDP) und war zweimal Minister. Danach gehörte er der abgespaltenen Neuen Volkspartei an, die er von 2009 bis 2012 als Vorsitzender führte. In den Koalitionskabinetten Hatoyama und Kan war er erneut Minister.

## Leben
Kamei ist Absolvent der Universität Tokio. Nach zwei Jahren als Salaryman begann er 1962 seine Karriere bei der Polizeibehörde. Anfang der 1970er leitete er eine Reihe von Untersuchungen gegen die extreme Linke, darunter die der gewaltsamen Ausschreitungen nach Demonstrationen gegen den Bau des Flughafens Narita 1971 und die nach dem Massaker am Flughafen Lod durch die Japanische Rote Armee 1972. 1977 verließ er die Polizei, um seinen Eintritt in die Politik vorzubereiten.
1979 trat Kamei als Kandidat der LDP im 3. Wahlkreis Hiroshima erstmals für das Shūgiin, das japanische Unterhaus, an. Er wurde seither neun Mal wiedergewählt (nach der Wahlkreisreform von 1994 im 6. Wahlkreis Hiroshima). 1994 berief Premierminister Murayama ihn als Verkehrsminister erstmals in ein Kabinett. Zwei Jahre später wurde er Bauminister im 2. Kabinett von Ryūtarō Hashimoto. 
In der Partei gehörte Kamei anfangs zur Fukuda/Abe/Mitsuzuka-Faktion, die er nur 1989 vorübergehend verließ, weil er bei der Wahl zum Parteivorsitz gegen die Absprache der Faktionen Shintarō Ishihara unterstützt hatte. 1998 verließ er mit seinen Anhängern endgültig die Faktion. Gemeinsam mit den Resten der Watanabe-Faktion, die durch die Abspaltung der Yamasaki-Gruppe dezimiert worden war, gründete er das Shisuikai. 2003 übernahm er den Vorsitz der Faktion.
1999 wurde Kamei Vorsitzender des „Politikforschungsrates“ (PARC) der LDP. Bei der Wahl des Parteivorsitzenden 2001 verzichtete er kurz vor der Wahl zugunsten von Jun’ichirō Koizumi auf eine mögliche Kandidatur. 2003 trat er gegen Koizumi an und erhielt den zweithöchsten Stimmenanteil.
Als Gegner der von Koizumi geplanten Postprivatisierung verließ Kamei 2005 die LDP und gründete gemeinsam mit drei weiteren Shūgiin- und einem Sangiin-Abgeordneten die Neue Volkspartei. Koizumi ließ bei der folgenden Shūgiin-Wahl 2005 den unabhängigen Takafumi Horie, damals Vorstandsvorsitzender von Livedoor, als „Attentäter“ gegen Kamei aufstellen, er konnte jedoch seinen Sitz verteidigen.
Nach der Shūgiin-Wahl 2009, als der Parteivorsitzende Tamisuke Watanuki und Generalsekretär Hisaoki Kamei ihre Sitze verloren, übernahm Kamei den Vorsitz der Neuen Volkspartei. Premierminister Yukio Hatoyama (Demokratische Partei) berief ihn als Staatsminister für den Finanzsektor in sein Kabinett. Kurz nach dem Amtsantritt von Hatoyamas Nachfolger Naoto Kan kündigte Kamei am 11. Juni 2010 seinen Rücktritt als Minister an: Anders als zwischen den Koalitionsparteien vereinbart, sollte das Gesetz zur Reform der Postprivatisierung nicht mehr in der im Juni 2010 endenden Sitzungsperiode des Parlaments vor der Sangiin-Wahl im Juli verabschiedet werden. Die Neue Volkspartei will aber in der Regierungskoalition bleiben; als Nachfolger im Kabinett Kan schlug Kamei Generalsekretär Shōzaburō Jimi vor. Im Juni 2011 bot Kan Kamei die Position des stellvertretenden Premierministers ab, dieser lehnte ab; umgekehrt verwarf Kan Kameis Forderung nach einer größeren Kabinettsumbildung. Am 27. Juni 2011 wurde Kamei zum Sonderberater des Premierministers berufen.
2012 opponierte Kamei gegen die von Kans Nachfolger Yoshihiko Noda betriebene Erhöhung der Mehrwertsteuer und wurde als Vorsitzender der Neuen Volkspartei gestürzt, die er anschließend verließ. Im November 2012 begründete er zusammen mit Masahiko Yamada die Anti-TPP-Partei, die wenige Tage später mit der Genzei Nippon fusionierte und schließlich in der Zukunftspartei aufging. Für diese verteidigte Kamei bei der Shūgiin-Wahl 2012 den Wahlkreis Hiroshima 6 mit rund 12.000 Stimmen Vorsprung auf Toshifumi Kojima (LDP). Bei der anschließenden Spaltung der Zukunftspartei im Dezember 2012 schloss er sich der Midori no Kaze an, der auch das ehemalige NVP-Mitglied Akiko Kamei angehört, die Tochter des früheren NVP-Generalsekretärs Hisaoki Kamei.
Kameis Bruder Ikuo Kamei vertrat bis 2010 für die Neue Volkspartei die Präfektur Hiroshima im Sangiin.
Am 4. Oktober 2017 gab Kamei bekannt, seine politische Karriere zu beenden und nicht bei der Shūgiin-Wahl 2017 für eine weitere Amtszeit als Abgeordneter zu kandidieren.

## Politische Positionen
- Kamei lehnte die von Premierminister Jun’ichirō Koizumi verfolgte Wirtschaftspolitik der Deregulierung und Privatisierung ab. Er setzt angesichts der Schwäche des privaten Sektors stattdessen auf eine Ausweitung der öffentlichen Ausgaben, kurzfristig auch zu Lasten einer – von der Regierung zumindest als Ziel formulierten – Haushaltskonsolidierung.[3]
- Er fordert eine Reform des Bildungssystems, bei der die Mittel- und Oberschulen zusammengefasst werden sollen. Außerdem fordert er eine stärkere Betonung der „traditionellen japanischen Kultur“ in der Erziehung.[4]
- Er setzt sich für den Ausbau der militärischen Kapazitäten Japans und die Entwicklung eines Raketenabwehrsystems ein. Er befürwortet eine Änderung der Verfassung, die Einsätze der Selbstverteidigungsstreitkräfte erleichtert.[4]
- Er ist ein Gegner der Todesstrafe und seit 2001 Vorsitzender der „Parlamentariervereinigung für die Abschaffung der Todesstrafe“ (死刑廃止を推進する議員連盟).[5]
- Er ist strikt gegen die Einführung des Wahlrechts für in Japan lebende Ausländer auf Gemeinde- und Präfekturebene, wie es von der Demokratischen Partei und der Kōmeitō vorgeschlagen wird, und hat für den Fall der Einbringung eines entsprechenden Gesetzentwurfs angekündigt, seine Partei werde die Regierungskoalition verlassen.[6]